# Brilliance BS2
Brilliance BS2 – samochód osobowy typu hatchback lub sedan produkowany od 2007 roku przez chiński koncern Brilliance (Huachen Zhonghua).

## Opis modelu

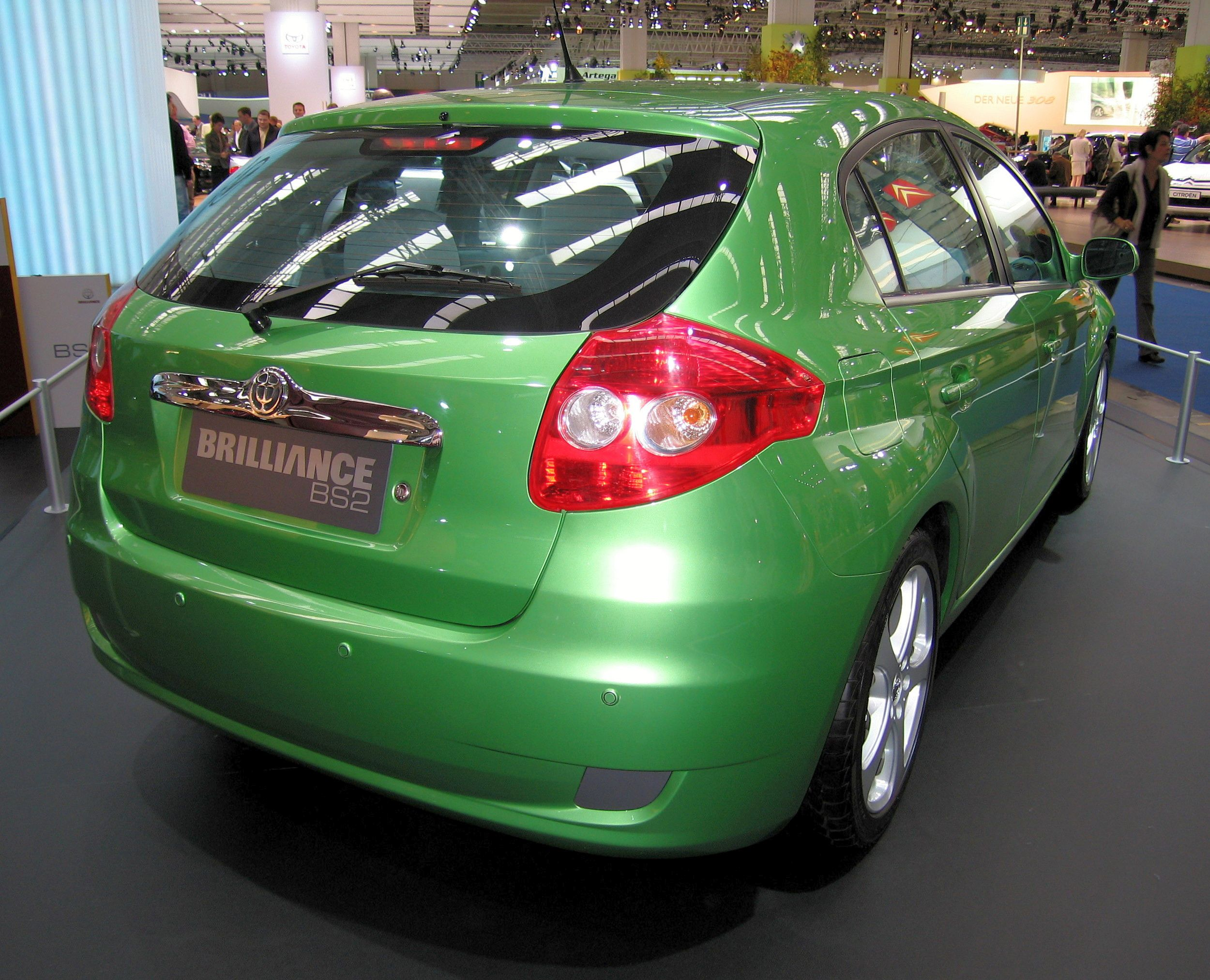
Brilliance BS2 – tył

Na Salonie w Szanghaju w 2007 roku Brilliance zaprezentowało nowego, kompaktowego hatchbacka – model BS2 bazującego na Mitsubishi. Jest to piąty już model tej chińskiej marki. Pojazd ten został zaprojektowany przez włoskie studio stylistyczne Ital Design. Jego stylizacja jest już mniej kontrowersyjna. BS2 to pierwszy kompaktowy model marki. Ma on przysporzyć marce klientów na wymagającym rynku europejskim. W stosunku do poprzednich aut tej marki w modelu BS2 została poprawiona jakość wykonania. Produkcję seryjną rozpoczęto w 2008 roku. Europejska premiera odbyła się na Salonie IAA we Frankfurcie w 2007 roku. Silnik BS2 spełnia normę Euro 4. Na salonie w Szanghaju w 2009 roku zaprezentowano odmianę sedan. Od hatchbacka odróżnia się ona innymi elementami pasa przedniego i innym wyglądem deski rozdzielczej. W Chinach model ten jest sprzedawany pod tradycyjną nazwą Huachen Zhonghua Junjie FRV. Na innych rynkach oferowany jest jeszcze pod nazwą Brilliance Splendor FRV.

### Wyposażenie
Brilliance zapowiada, że w elementami seryjnymi wyposażenia mają być m.in.: wspomaganie kierownicy, koła z lekkich stopów, za które trzeba zwykle dopłacać w samochodach innych marek. Za dopłatą będzie można otrzymać m.in.: automatyczna klimatyzacja, elektrycznie sterowane szyby, czujniki parkingowe, radio z CD oraz elektrycznie regulowany fotel kierowcy.Wyposażenie, z zakresu bezpieczeństwa będą m.in.: przednie poduszki powietrzne, ABS oraz napinacze pasów bezpieczeństwa. Nie wiadomo, czy model wyposażony będzie w ESP.